# 式守與之吉
式守 與之吉（しきもり よのきち）は、大相撲における行司の名跡である。式守与之吉と名乗ることもある。初代は後の7代目式守伊之助。7代目以降は「式守與之吉」と番付に書かれているが、2016年1月場所から2019年3月場所まで襲名した10代目は与之吉と名乗った。

## 解説
伊勢ヶ濱一門と井筒部屋所属の行司が名乗ることが多い。式守與之吉を名乗った後は式守勘太夫を名乗ることが多い（2代～10代までと12代の勘太夫は「式守與之吉（与之吉）」を名乗っている）。この2つの名跡は相互関係があり、同じ部屋に所属する行司が、同時にこの2つの名跡を名乗ることはない。例えば式守與之吉を名乗っている行司が伊勢ヶ濱部屋所属であれば、式守勘太夫を名乗る行司は井筒部屋所属である。しかし、式守與之吉を名乗らなかった、現在二所ノ関一門で高田川部屋所属の幕内格行司木村和一郎が2012年1月場所より、11代式守勘太夫を襲名し、2013年5月場所には三役格行司に昇進した。
近年では、十両格で與之吉を襲名し、幕内格に上がると先代の勘太夫の停年もしくは立行司昇格に伴い幕内格で勘太夫を襲名するという流れが続いたが、9代目については先代勘太夫が序列がすぐ上だったため、幕内格で與之吉を襲名し、さらに先代勘太夫と同時に三役格に昇進している。よって9代目は與之吉の名で初めて三役格に昇進した行司であると思われる。
なお、2007年1月限りで伊勢ヶ濱部屋が一時消滅、同年11月に旧安治川部屋が伊勢ヶ濱部屋に名称を変更したため、前述の11代式守勘太夫襲名は決まったものの、「10代式守與之吉」襲名の今後の動向が注目される名跡だった。
2016年1月場所より、旧伊勢ヶ濱部屋出身で春日山部屋所属の12代式守与太夫が10代目を襲名した。名跡の表記は「与之吉」となる。10代与之吉は春日山部屋の閉鎖に伴って2016年11月場所から追手風部屋に移籍。2017年3月場所から春日山部屋が中川部屋と名を変えて再興されたため同部屋に移籍したが、同年5月場所から宮城野部屋に再移籍した。2019年5月場所から10代与之吉は12代勘太夫を襲名したため、再び空き名跡となった。

## 近年の例
- 1989年9月場所まで
  - 7代式守勘太夫→伊勢ヶ濱部屋所属
  - 7代式守與之吉→井筒部屋所属
- 1989年9月場所
  - 7代式守勘太夫が停年退職。
- 1990年1月場所
  - 7代式守與之吉が8代式守勘太夫を襲名。
  - 伊勢ヶ濱部屋所属の式守太一郎が8代式守與之吉を襲名。
- 2000年9月場所
  - 8代式守勘太夫が30代式守伊之助を襲名。
- 2001年1月場所
  - 8代式守與之吉が9代式守勘太夫を襲名。
  - 井筒部屋所属の式守敏廣が9代式守與之吉を襲名。
- 2007年9月場所
  - 前場所限りで、9代式守勘太夫が停年退職。
  - 9代式守與之吉が10代式守勘太夫を襲名。
- 2008年5月場所
  - 10代式守勘太夫が38代式守伊之助を襲名。
- 2016年1月場所
  - 春日山部屋所属の12代式守与太夫が10代式守与之吉を襲名。
- 2019年5月場所
  - 春日山部屋から追手風部屋・中川部屋を経て宮城野部屋に移籍していた10代式守与之吉が12代式守勘太夫を襲名。